# 보드빌드

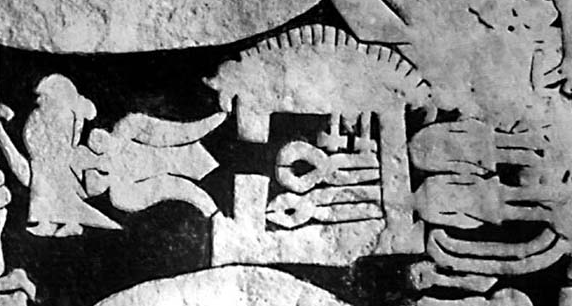

보드빌드(고대 노르드어: Böðvildr) 또는 베도힐데(고대 영어: Beadohilde)는 게르만 각지의 전승에 나오는 사악한 왕 니두드의 딸이다. 니두드에 의해 앉은뱅이가 된 대장장이 볼룬드가 복수하는 과정에서 엄하게 희생양이 된 이야기가 전한다. 전승에 따라 보드빌드가 볼룬드에게 강간당했다고도 하고, 볼룬드를 사랑하여 스스로 그의 아내가 되었다고도 한다. 보드빌드는 볼룬드의 아들을 낳았는데 그 아들이 영웅 비드리크 베를란드손이다.